# Вальехо (Калифорния)
Валье́хо (англ. Vallejo [vəˈleɪ.hoʊ], слово испанского происхождения) — крупнейший город округа Солано в штате Калифорния, США. Дважды был столицей штата, один раз — в течение недели в 1852 году, другой — в течение месяца в 1853. Прозвище Вальехо — «Город возможностей» (англ. City of Opportunity).

## География
Город Вальехо расположен на востоке Северной Калифорнии, координаты 38°6'47'' северной широты 122°14'9'' западной долготы. Вальехо занимает территорию площадью 128 310 км². Высота над уровнем моря — 21 м. Находится в часовом поясе UTC−8 с переходом на летнее время.
Недалеко от Вальехо располагаются крупнейшие города: Сан-Франциско и Сан-Хосе, которые немного южнее и восточнее Вальехо, Сакраменто (столица Калифорнии), находящийся севернее и восточнее, а также Окленд, располагающийся южнее и западнее Вальехо. Кроме этих городов, близко к Вальехо располагаются другие, не являющиеся крупнейшими: Сонома к северо-западу, Американ-Каньон к северу, Фэрфилд к северо-востоку, Бениша к востоку, Мартинес к юго-востоку, Крокетт к югу, Херкьюлес к юго-западу и Новато к западу.
Город выстроен в месте впадения реки Напа в бухту Сан-Пабло.

## История
В 1959 году город был награждён премией «All-America City Award» (с англ. — «Всеамериканский город») присуждаемой Национальной гражданской лигой, которую неофициально называют «Нобелевской премией за конструктивное гражданство» и которая выдается за активную гражданскую позицию жителей некорпоративных сообществ Соединённых Штатов в жизни местного самоуправления.

## Города-побратимы
У Вальехо семь городов-побратимов:
- Акаси (яп. 明石市, Япония)
- Багамойо (англ. Bagamoyo, Танзания)
- Санто-Доминго (исп. Santo Domingo de Guzmán, Доминиканская Республика)
- Багио (ило. Ciudad ti Baguio, фил. Lungsod ng Baguio; Филиппины)
- Специя (итал. La Spezia, лиг. Speza; Италия)
- Тронхейм (норв. Trondheim, Trondhjem; Норвегия)
- Чинчхон (кор. 진천군?, 鎭川郡?, Республика Корея)